# Alemanha nos Jogos Olímpicos de Verão de 2004
A Alemanha competiu nos Jogos Olímpicos de Verão de 2004, em Atenas, na Grécia.

## Desempenho

### Natação
Masculino
| Atleta(s)      | Evento       | Eliminatórias | Eliminatórias | Semifinal   | Semifinal   | Final       | Final       |
| Atleta(s)      | Evento       | Tempo         | Posição       | Tempo       | Posição     | Tempo       | Posição     |
| -------------- | ------------ | ------------- | ------------- | ----------- | ----------- | ----------- | ----------- |
| Thomas Lurz    | 1500 m livre | 15min33s81    | 22º           |             |             | Não avançou | Não avançou |
| Christian Hein | 1500 m livre | 15min15s42    | 12º           | Não avançou | Não avançou |             |             |

### Remo
Masculino
| Equipe        | Evento        | Eliminatórias | Eliminatórias | Repescagem | Repescagem | Semifinal | Semifinal | Final   | Final                |
| Equipe        | Evento        | Tempo         | Posição       | Tempo      | Posição    | Tempo     | Posição   | Tempo   | Posição (Pos. final) |
| ------------- | ------------- | ------------- | ------------- | ---------- | ---------- | --------- | --------- | ------- | -------------------- |
| Marcel Hacker | Skiff simples | 7m17s55       | 1º S A/B/C    | BYE        | BYE        | 6m55s98   | 3º FB     | 6m47s26 | 1º (7º)              |

### Tiro
Masculino
| Atleta            | Evento                | Qualificação | Qualificação | Final       | Final       | Posição |
| Atleta            | Evento                | Placar       | Posição      | Placar      | Total       | Posição |
| ----------------- | --------------------- | ------------ | ------------ | ----------- | ----------- | ------- |
| Abdullah Ustaoglu | Pistola de ar de 10 m | 576          | 26º          | Não avançou | Não avançou | 26º     |